# Синсинати
Синсинати (енгл. Cincinnati) трећи је по величини град у америчкој савезној држави Охајо иза Коламбуса и Кливленда. Број становника по попису из 2006. године је 332.252.

## Демографија
По попису из 2010. године број становника је 296.943, што је 34.342 (-10,4%) становника мање него 2000. године.
|                   | 2010.            | 2000.            |
| Укупно            | 296 943 (100,0%) | 331 285 (100,0%) |
| Белци             | 142 831 (48,10%) | 173 781 (52,46%) |
| Афроамериканци    | 133 039 (44,80%) | 142 176 (42,92%) |
| Хиспаноамериканци | 8 308 (2,798%)   | 4 230 (1,277%)   |
| Остали            | 7 284 (2,453%)   | 5 966 (1,801%)   |
| Азијати           | 5 481 (1,846%)   | 5 132 (1,549%)   |

## Партнерски градови
- Нетанја
- Нанси
- Минхен
- Мајсор
- Гифу
- Љуџоу
- Синбеј
- Хараре
- Тихуана
- Харков
- Тајпеј
- Рим